# Liste der Biografien/Ue
Liste der Biografien |
Portal Biografien |
Personensuche
# |
A |
B |
C |
D |
E |
F |
G |
H |
I |
J |
K |
L |
M |
N |
O |
P |
Q |
R |
S |
T |
U |
V |
W |
X |
Y |
Z |
?
 
Ua |
Ub |
Uc |
Ud |
Ue |
Uf |
Ug |
Uh |
Ui |
Uj |
Uk |
Ul |
Um |
Un |
Uo |
Up |
Uq |
Ur |
Us |
Ut |
Uu |
Uv |
Uw |
Ux |
Uy |
Uz
Die Liste der Biografien führt alle Personen auf, die in der deutschsprachigen Wikipedia einen Artikel haben. Dieses ist eine Teilliste mit 293 Einträgen von Personen, deren Namen mit den Buchstaben „Ue“ beginnt.

## Ue

### Uea
- Ueathanaphaosarn, Thanawat (* 2000), thailändischer Fußballspieler

### Ueb
- Uebach, Lena (* 2000), deutsche Fußballspielerin
- Uebber, Bodo (* 1959), deutscher Manager
- Uebber, Margret (* 1959), deutsche Diplomatin
- Uebe, Fritz Rudolf (1889–1927), deutscher Kunsthistoriker
- Uebe, Götz (* 1938), deutscher Statistiker
- Uebe, Ingrid (1932–2018), deutsche Schriftstellerin
- Uebe, Klaus (1900–1968), deutscher Generalmajor der Luftwaffe im Zweiten Weltkrieg
- Uebe, Wilhelm (1857–1905), deutscher Kaufmann, Drogist und Unternehmer
- Uebel, Carlos Oscar (* 1948), brasilianischer Facharzt für Plastische und Ästhetische Chirurgie
- Uebel, Ernst (1882–1959), deutscher Komponist und Musiker
- Uebel, Friedrich Arthur (1888–1963), deutscher Instrumentenbauer
- Uebel, Hans-Rainer, deutscher Fernseh-Moderator
- Uebel, Lars (* 1980), deutscher Tennisspieler
- Uebel, Philipp (1864–1929), deutscher Beamter und Politiker (Zentrum), MdR
- Uebel, Tina (* 1969), deutsche Grafikerin, Illustratorin und Schriftstellerin
- Uebel, Wolfgang (1932–2021), deutscher Geigenbaumeister
- Uebele, Andreas (* 1960), deutscher Grafikdesigner
- Uebele, Gerhard (* 1962), deutscher Violinist, Musikjournalist und Konzertveranstalter
- Uebele, Martin (* 1959), deutscher Jurist, Generalstaatsanwalt des Freistaates Sachsen
- Uebele, Otto (1876–1956), deutscher Kaffeeexporteur und deutscher Konsul in Santos
- Uebelein, Hans (1914–1971), deutscher Fußballspieler
- Uebelein, Julius (1916–2001), deutscher Fußballspieler
- Uebelen, Carl Friedrich (1872–1951), deutscher Textilindustrieller und Industrieverbandsfunktionär
- Uebelhart, Jacqueline (* 1975), Schweizer Triathletin
- Uebelhoer, Friedrich (* 1893), deutscher Politiker (NSDAP), MdRFriedrich Uebelhoer (* 1893)

Friedrich Uebelhoer (* 1893)

- Uebelhör, Dagmar (* 1965), deutsche Fußballspielerin
- Uebelmann, Werner (1921–2014), Schweizer Kakteenhändler und -sammler
- Ueberberg, Heinz (1925–2015), deutscher Pathologe und Hochschullehrer
- Ueberfeld, Bodo (1940–2021), deutscher Zahnarzt und Grafiker
- Ueberholz, Nico (* 1957), deutscher Lichtdesigner
- Ueberhorst, Horst (1925–2010), deutscher Sportwissenschaftler
- Ueberhorst, Johann (1829–1906), Gutsbesitzer, Mitglied des Provinziallandtages der Provinz Hessen-Nassau
- Ueberhorst, Karl (1823–1899), deutscher Opernsänger (Bariton), Opernregisseur und Schriftsteller
- Ueberhorst, Paul (1888–1947), deutscher Politiker, Bürgermeister in Wattenscheid
- Ueberhorst, Reinhard (* 1948), deutscher Politiker (SPD), MdA, MdB
- Ueberhorst, Wolfgang (1952–2017), deutscher Bildhauer
- Uebermuth, Herbert (1901–1986), deutscher Chirurg und Hochschullehrer
- Ueberroth, Peter (* 1937), amerikanischer Sportfunktionär und kalifornischer PolitikerPeter Ueberroth (* 1937)

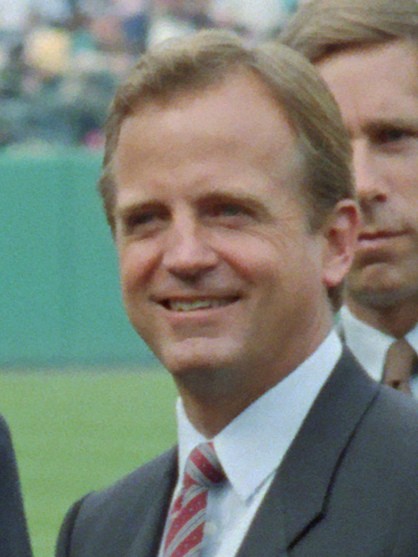
Peter Ueberroth (* 1937)

- Uebersax, Peter (1925–2011), Schweizer Journalist
- Uebersax-Schklowsky, Maria (1899–1989), Schweizer Malerin
- Uebersberger, Hans (1877–1962), österreichisch-deutscher Historiker
- Ueberschaar, Hans (1885–1965), deutscher Japanologe
- Ueberschaer, Frank (* 1972), deutscher evangelischer Theologe und Alttestamentler
- Ueberschaer, Hans Peter (* 1948), deutscher Brigadegeneral der Bundeswehr
- Ueberschaer, Hans-Christian (* 1936), deutscher Botschafter
- Ueberschär, Bernhard (1898–1974), deutscher Offizier, zuletzt Generalmajor der Wehrmacht
- Ueberschär, Elisa (* 1989), deutsche Theater- und Filmschauspielerin, Autorin und Sprecherin
- Ueberschär, Ellen (* 1967), deutsche evangelische TheologinEllen Ueberschär (* 1967)

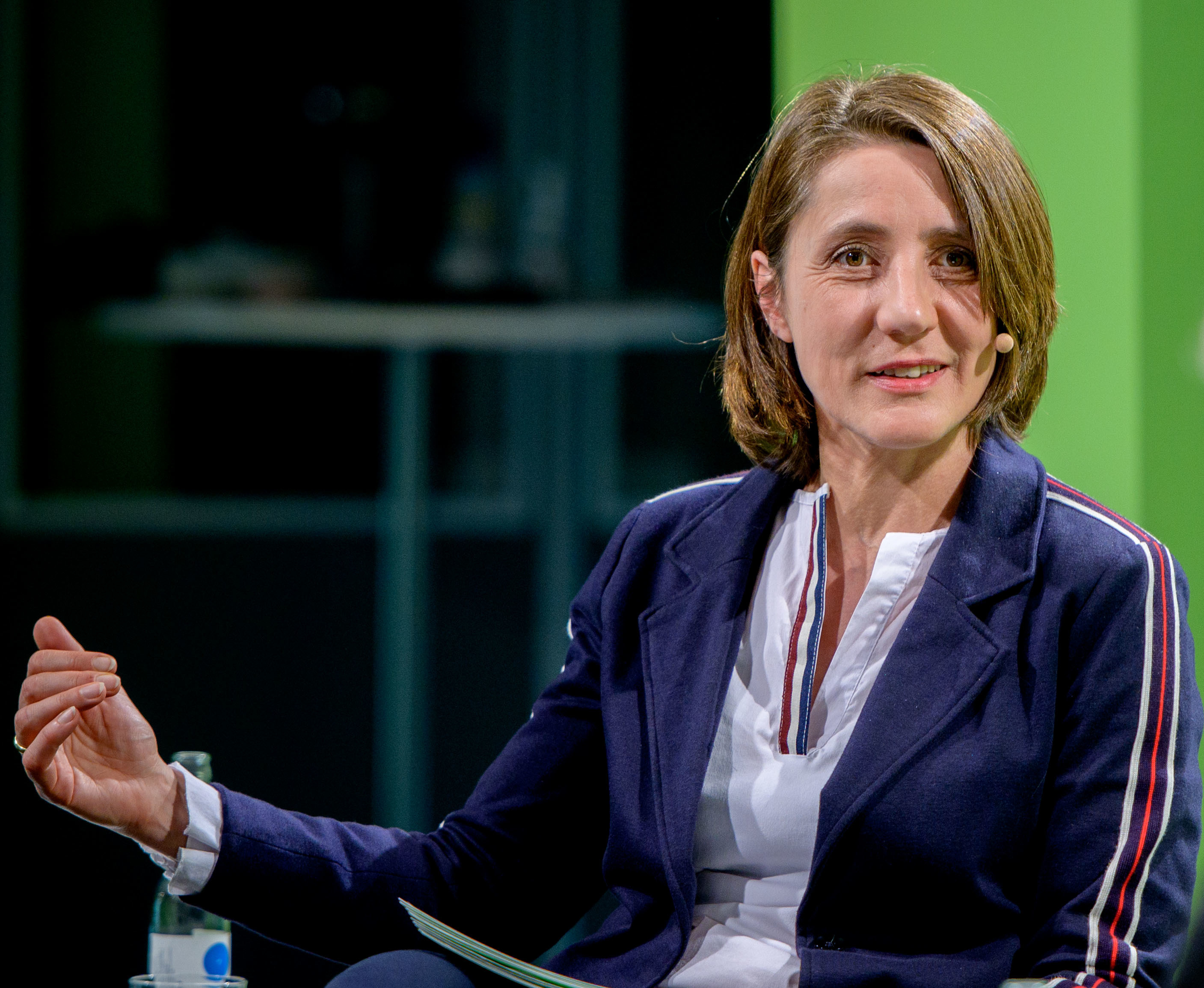
Ellen Ueberschär (* 1967)

- Ueberschär, Gerd R. (* 1943), deutscher Militärhistoriker
- Ueberschär, Kurt (* 1939), deutscher Jurist und Politiker (SPD, CSU, CDU), MdB
- Ueberschlag, Jean (* 1935), französischer Politiker
- Uebertwerch, Heinz, fahrender Sänger
- Ueberwasser, Ferdinand (1752–1812), deutscher Philosoph
- Ueberweg, Friedrich (1826–1871), deutscher Philosoph
- Uebing, Dieter (* 1946), deutscher Radrennfahrer
- Uebler, Wilhelm (1899–1968), deutscher Kugelstoßer

### Uec
- Uechi, Kanbun (1877–1948), japanischer Karateka und Begründer des Karatestils Uechi Ryu Karate Do
- Uechi, Kan’ei (1911–1991), japanischer Kampfkünstler
- Uechtritz und Steinkirch, Ernst von (1862–1945), deutscher Generalleutnant, Rechtsritter des Johanniterordens
- Uechtritz, August Wilhelm Bernhardt von (1752–1800), kursächsischer Offizier, Adelsgenealoge und Autor
- Uechtritz, Caroline von (1749–1809), deutsche Adelige
- Uechtritz, Ernst Sigismund von († 1775), preußischer Landrat
- Uechtritz, Friedrich von (1800–1875), deutscher Dichter
- Uechtritz, Hans Christoph von († 1671), schleswig-holsteinischer Hofbeamter
- Uechtritz, Otto (1910–1994), deutscher Militär, Generalleutnant der Bundeswehr und Geschäftsführer der Oldenburgischen Landschaft
- Uechtritz, Rudolf von (1803–1863), preußischer Verwaltungsjurist, Landrat und Präsident des Evangelischen Oberkirchenrates
- Uechtritz, Rudolf von (1838–1886), deutscher Entomologe und Botaniker
- Uechtritz, Theodor von (1809–1889), preußischer Generalleutnant und Vertreter des Generalinspekteurs der Artillerie
- Uechtritz-Fuga, Sigmund von (1846–1925), ungarischer Gutsbesitzer und Politiker
- Uechtritz-Steinkirch, Cuno von (1856–1908), deutscher Bildhauer
- Uechtritz-Steinkirch, Edgar von (1866–1938), deutscher Forschungsreisender
- Uechtritz-Steinkirch, Friedrich von (1787–1845), preußischer Generalleutnant
- Uechtritz-Steinkirch, Oswald von (1824–1902), deutscher Staatsanwalt, Kammergerichtsrat und Politiker, MdR
- Uecker, Bob (1934–2025), US-amerikanischer Sportreporter, Schauspieler und Baseballspieler
- Uecker, Detlef (* 1962), deutscher Fußballspieler
- Uecker, Georg (* 1962), deutsch-norwegischer Schauspieler und AutorGeorg Uecker (* 1962)

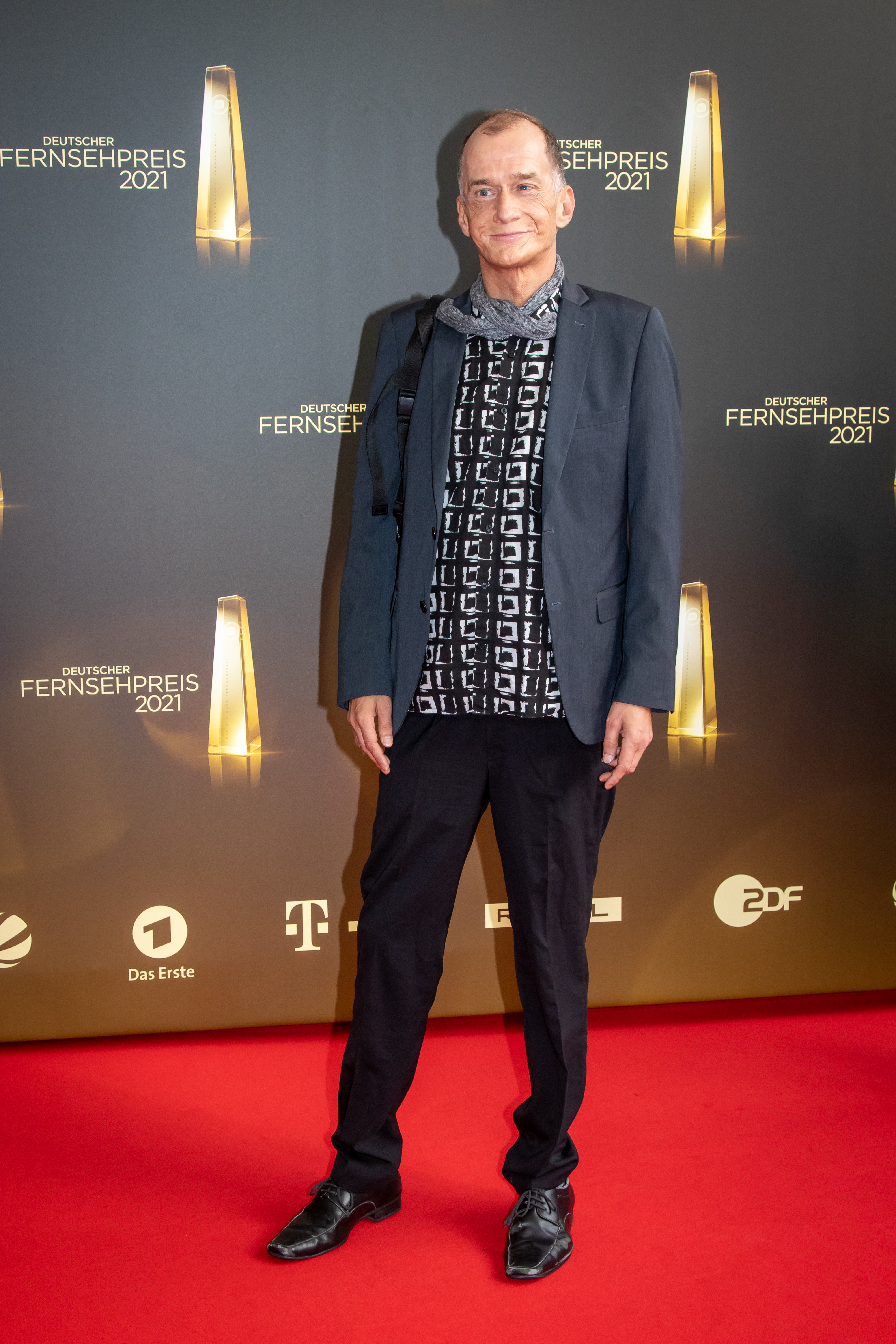
Georg Uecker (* 1962)

- Uecker, Gerd (1946–2024), deutscher Musikpädagoge, Musik- und Operndirektor
- Uecker, Gerhard (* 1953), deutscher Handballspieler
- Uecker, Günther (1930–2025), deutscher Maler und ObjektkünstlerGünther Uecker (1930–2025)

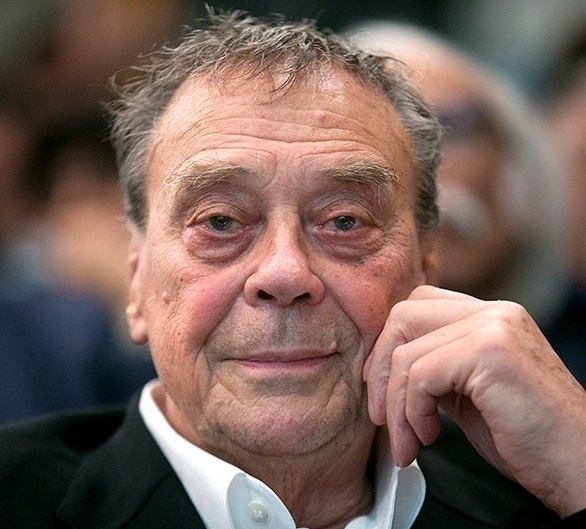
Günther Uecker (1930–2025)

- Uecker, Heiko (1939–2019), deutscher Skandinavist und Germanist
- Uecker, Max (1887–1978), deutscher Bildschnitzer und Holzrestaurator
- Uecker, Sabine (* 1943), deutsche Chemieingenieurin und Politikerin (SPD), MdV, MdB
- Uecker, Wolf (1921–1999), deutscher Autor, Reporter und Galerist
- Uecker-Fensloff, Arthur (1881–1934), deutscher Maler und Grafiker
- Ueckermann, Edward A. (* 1951), südafrikanischer Acarologe
- Ueckermann, Erhard (1924–1996), deutscher Jagd- und Forstwissenschaftler
- Ueckermann, Heinrich Julius (1827–1883), deutscher Auswanderer, Gründer der südafrikanischen Stadt Heidelberg (Gauteng)
- Ueckert, Charlotte (* 1944), deutsche Schriftstellerin und Lyrikerin
- Ueckert, Rainer (* 1949), deutscher Politiker (CDU), MdA

### Ued
- Ueda, Ai (* 1983), japanische Triathletin, Duathletin und Duathlon-Weltmeisterin (2013)
- Ueda, Akinari (1734–1809), japanischer Schriftsteller
- Ueda, Arisawa (1850–1921), japanischer General
- Ueda, Ayase (* 1998), japanischer Fußballspieler
- Ueda, Bin (1874–1916), japanischer Dichter, Kritiker, Übersetzer und LiteraturwissenschaftlerUeda Bin (1874–1916)

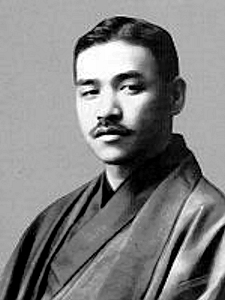
Ueda Bin (1874–1916)

- Ueda, Eiji (* 1953), japanischer Fußballspieler und -trainer
- Ueda, Fumito (* 1970), japanischer Game Designer
- Ueda, Haruka (* 1988), japanische Schwimmerin
- Ueda, Jin (* 1991), japanischer Tischtennisspieler
- Ueda, Kaoru (1928–2001), japanischer Maler
- Ueda, Kazutoshi (1867–1937), japanischer Linguist
- Ueda, Keita (* 2002), japanischer Fußballspieler
- Ueda, Kenkichi (1875–1962), General der Kaiserlich Japanischen Armee
- Ueda, Kiyoshi (* 1948), japanischer Politiker
- Ueda, Kōhei (* 1998), japanischer Fußballspieler
- Ueda, Kōta (* 1986), japanischer Fußballspieler
- Ueda, Kyōhei (* 1999), japanischer Fußballspieler
- Ueda, Masaaki (* 1952), österreichischer Judoka
- Ueda, Masaharu (1938–2025), japanischer Kameramann
- Ueda, Masashi (* 1947), japanischer Mangaka
- Ueda, Masuhiro, japanischer Badmintonspieler
- Ueda, Miwa, japanische Manga-Zeichnerin
- Ueda, Miyoji (1923–1989), japanischer Lyriker und Literaturkritiker
- Ueda, Momone (* 1999), japanische Speerwerferin
- Ueda, Naomichi (* 1994), japanischer Fußballspieler
- Ueda, Noboru (* 1967), japanischer Motorradrennfahrer
- Ueda, Noriko (* 1972), japanische Jazzmusikerin (Kontrabass, Komposition, Arrangement)
- Ueda, Ramu (* 1998), japanische Tennisspielerin
- Ueda, Rikuo (* 1950), japanischer Künstler
- Ueda, Ryōya (* 1989), japanischer Fußballspieler
- Ueda, Ryūjirō (* 1988), japanischer Fußballspieler
- Ueda, Seiji (* 1952), japanischer Astronom
- Ueda, Shizuteru (1926–2019), japanischer Philosoph
- Ueda, Shunkichi (1890–1960), japanischer Politiker
- Ueda, Shunsuke (* 1988), japanischer Fußballspieler
- Ueda, Sōkyū (1899–1968), japanischer Kalligraph
- Ueda, Tadahiko (1947–2015), japanischer Fußballspieler
- Ueda, Takahiro (* 1979), japanischer Schriftsteller
- Ueda, Takuma (* 1989), japanischer Badmintonspieler
- Ueda, Teijirō (1879–1940), japanischer Wirtschaftswissenschaftler
- Ueda, Tomoki (* 1996), japanischer Fußballspieler
- Ueda, Toshiko (1917–2008), japanische Manga-Zeichnerin
- Ueda, Yuta (* 2004), japanischer Fußballspieler
- Uedelhoven, Manfred (* 1948), deutscher Politiker (CDU)
- Uedinck, August (1811–1868), Richter, MdR im Norddeutschen Bund
- Ueding, Gert (* 1942), deutscher Germanist
- Ueding, Heiko (* 1969), deutscher Fußballspieler
- Uedingslohmann, Charlotte (* 1999), deutsche Schauspielerin

### Uee
- Ueebisu, Katsunori (* 1996), japanischer Fußballspieler

### Ueh
- Uehara, Ayako (* 1980), japanische Pianistin
- Uehara, David Eisho, anglikanischer Geistlicher und Bischof
- Uehara, Edwin (* 1969), japanischer Fußballspieler
- Uehara, Etsujirō (1877–1962), japanischer Politiker
- Uehara, Hiromi (* 1979), japanische JazzpianistinHiromi Uehara (* 1979)

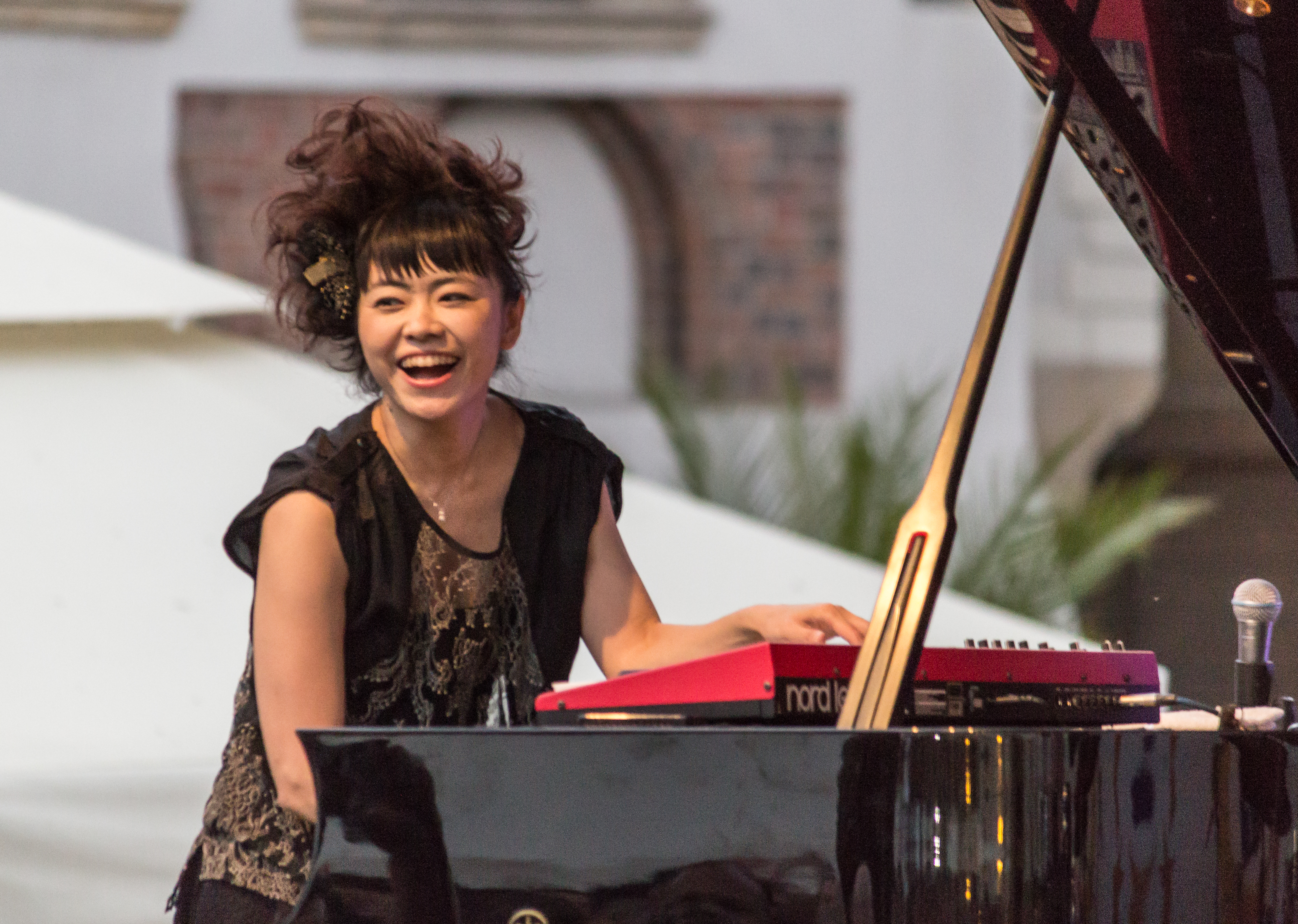
Hiromi Uehara (* 1979)

- Uehara, Kōji (* 1975), japanischer Baseballspieler
- Uehara, Konen (1877–1940), japanischer Maler und Holzschnitt-Künstler
- Uehara, Makito (* 1998), japanischer Fußballspieler
- Uehara, Misa (1937–2003), japanische Schauspielerin
- Uehara, Miyuki (* 1995), japanische Langstreckenläuferin
- Uehara, Rikiya (* 1996), japanischer Fußballspieler
- Uehara, Shin’ya (* 1986), japanischer Fußballspieler
- Uehara, Takurō (* 1991), japanischer Fußballspieler
- Uehara, Yasutsune (* 1949), japanischer Boxer im Superfedergewicht und Linksausleger
- Uehara, Yūsaku (1856–1933), japanischer Feldmarschall und Politiker
- Uehata, Uheiji (* 1998), japanischer Fußballspieler
- Uehleke, Bernhard (* 1956), deutscher Arzt
- Uehli, Ernst (1875–1959), Schweizer Lehrer, Anthroposoph und Schriftsteller
- Uehlin, Alona (* 1990), belarussisch-deutsche Turniertänzerin und Tanzsporttrainerin
- Uehlin, Georg (1819–1893), Mundartdichter, Dichter, Verleger, Schriftsteller
- Uehling, Barbara (1932–2020), US-amerikanische Psychologin, Hochschullehrerin und Universitätspräsidentin
- Uehlinger, Erwin (1899–1980), Schweizer Pathologe und Hochschullehrer
- Uehlinger, Max (1894–1981), Schweizer Bildhauer, Plastiker, Zeichner und Illustrator
- Uehlinger, Werner X. (* 1935), Schweizer Jazz-Plattenproduzent

### Uej
- Uejima, Onitsura (1661–1738), japanischer Dichter
- Uejō, Satoki (* 1997), japanischer Fußballspieler

### Uek
- Uekermann, Johanna (* 1987), deutsche Politikerin (SPD), Bundesvorsitzende der JusosJohanna Uekermann (* 1987)

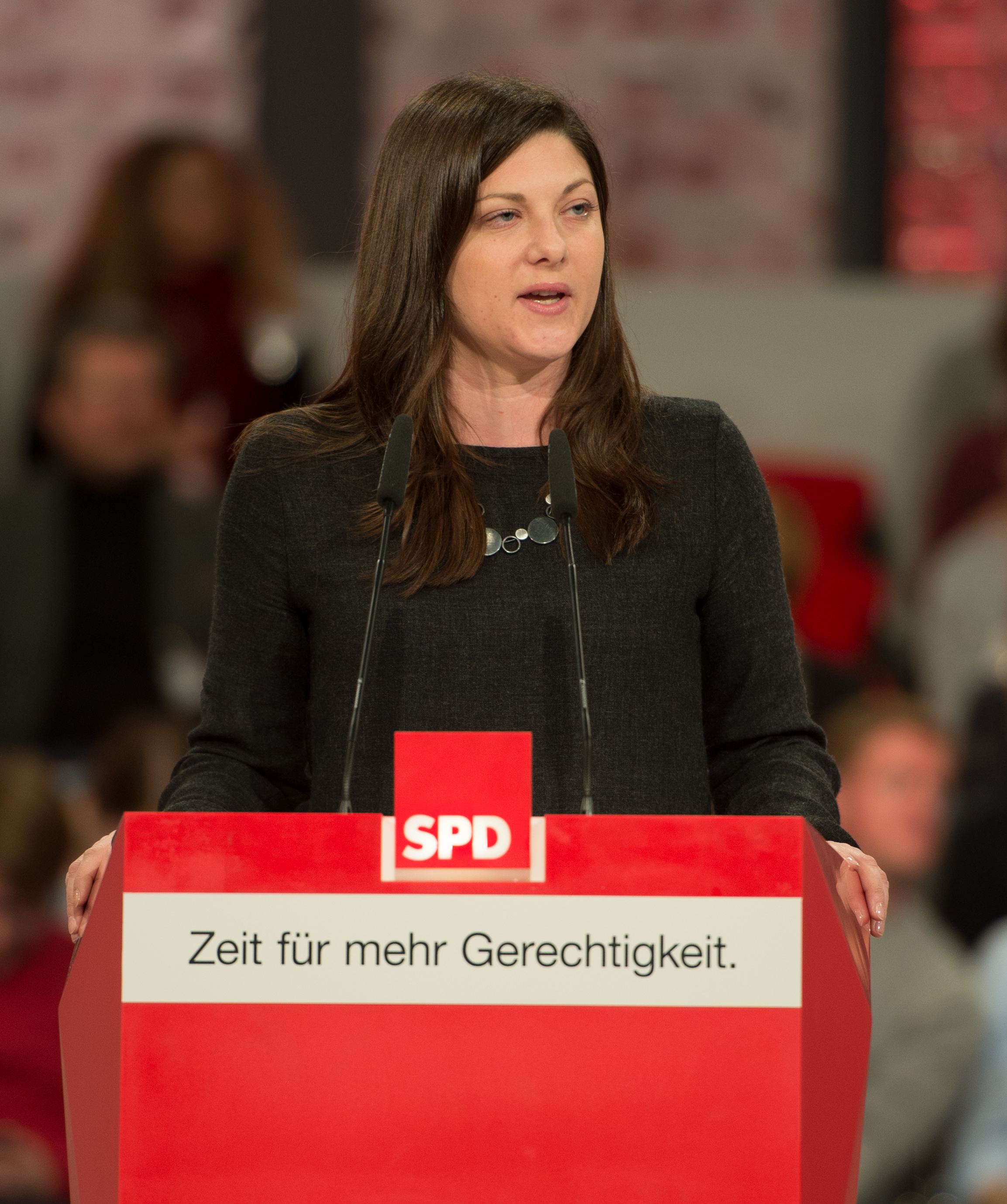
Johanna Uekermann (* 1987)

- Uekermann, Manfred (* 1960), deutscher Politiker (CDU)
- Ueki, Emori (1857–1892), japanischer Politiker
- Ueki, Kōshirō (1900–1980), japanischer Politiker (LDP)
- Ueki, Masaaki (1939–2024), japanischer Karateka
- Ueki, Riko (* 1999), japanische Fußballspielerin
- Ueki, Shigeharu (1954–2024), japanischer Fußballspieler
- Uekötter, Frank (* 1970), deutscher Umwelt-, Technik-, Wissenschafts- und Landwirtschaftshistoriker
- Uekusa, Kazuhide (* 1960), japanischer Wirtschaftswissenschaftler und -analyst, Hochschullehrer
- Uekusa, Yūki (* 1982), japanischer Fußballspieler

### Uel
- Ueland, Ole Gabriel (1799–1870), norwegischer Bauer und Politiker, Mitglied des Storting
- Uelhoff, Klaus-Dieter (* 1936), deutscher Jurist und Politiker (CDU), MdB
- Uellenberg, Emil (1874–1944), deutscher Apotheker und Schriftsteller
- Uelliger, Karl (1914–1993), Schweizer Maler, Holzschneider, Illustrator und Plastiker.
- Uelliton (* 1987), brasilianischer Fußballspieler
- Uelsberg, Gabriele (* 1955), deutsche Kunsthistorikerin, Direktorin des Rheinischen Landesmuseums Bonn
- Uelses, John (1937–2022), US-amerikanischer Leichtathlet
- Uelsmann, Jerry (1934–2022), US-amerikanischer Fotograf
- Ueltschi-Gegauf, Odette (1921–1992), Schweizer Unternehmerin
- Ueltzen, Marie S. (* 1963), deutsche Malerin, Illustratorin und Autorin
- Ueltzhöffer, Jörg (* 1944), deutscher Sozialwissenschaftler, MdL in Baden-Württemberg (1980–1988)
- Uelze, Carl (1901–1985), deutscher Kommunist und Widerstandskämpfer gegen den Nationalsozialismus

### Uem
- Uemae, Chiyu (1920–2018), japanischer Maler
- Uematsu, Keiji (* 1947), japanischer Konzeptkünstler
- Uematsu, Kenji (* 1976), spanischer Judoka
- Uematsu, Kiyoshi (* 1978), spanischer Judoka
- Uematsu, Nathaniel Makoto (* 1952), anglikanischer Bischof; Primas der Nippon Sei Ko Kai
- Uematsu, Nobuo (* 1959), japanischer MusikerNobuo Uematsu (* 1959)

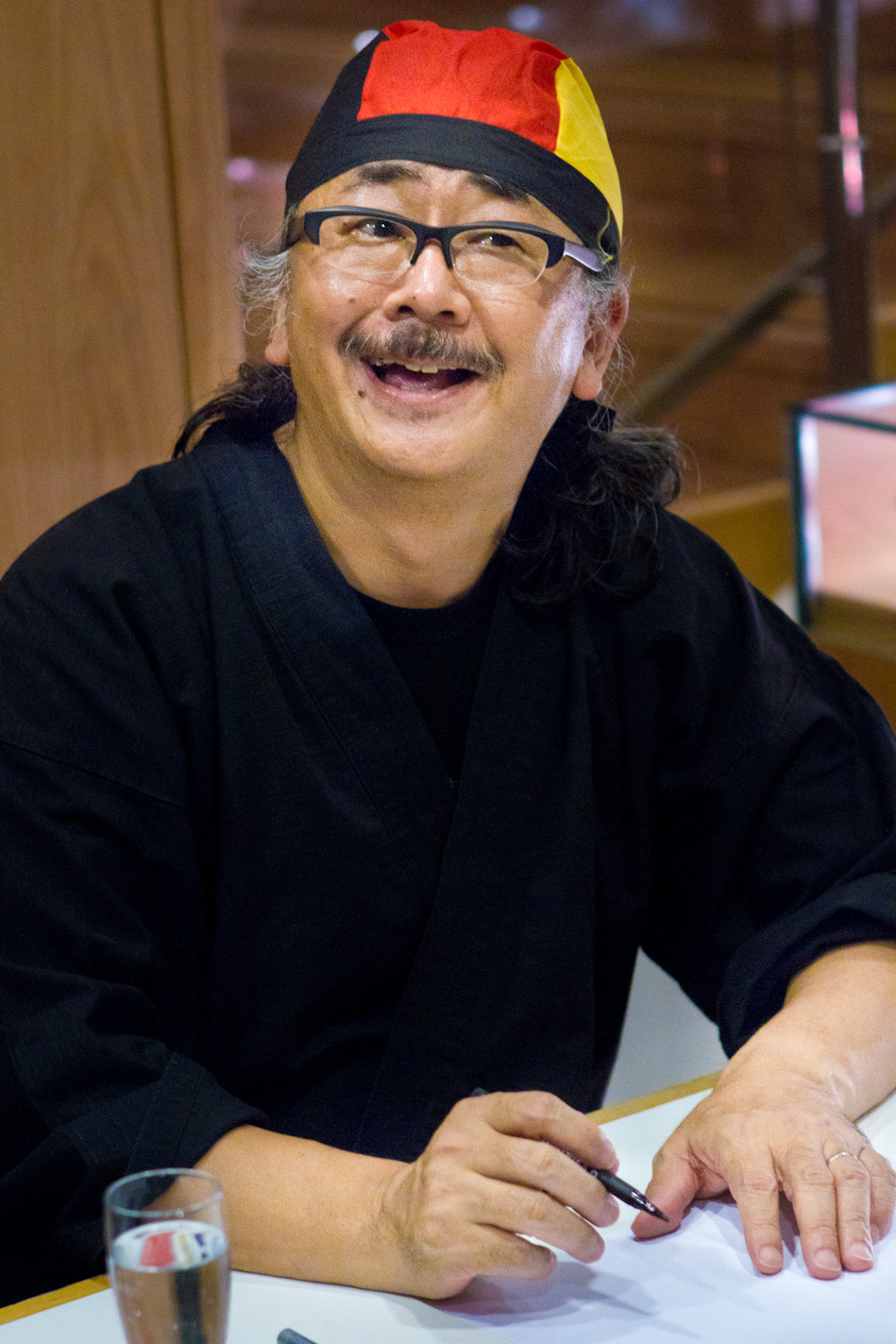
Nobuo Uematsu (* 1959)

- Uematsu, Takao (* 1947), japanischer Jazzmusiker (Saxophon)
- Uematsu, Yō (* 1991), japanischer Fußballspieler
- Uematsu, Yoshitaka (1949–2008), japanischer Jazzmusiker (Schlagzeug)
- Uemoto, Ginta (* 2003), japanischer Fußballspieler
- Uemoto, Taikai (* 1982), japanischer Fußballspieler
- Uemura, Aiko (* 1979), japanische Freestyle-Skisportlerin
- Uemura, Eiichi (* 1975), japanischer Fußballspieler
- Uemura, Haruki (* 1951), japanischer Judoka
- Uemura, Hiroto (* 2001), japanischer Fußballspieler
- Uemura, Kei (* 1981), japanischer Fußballspieler
- Uemura, Ken’ichi (* 1974), japanischer Fußballnationalspieler
- Uemura, Kōgorō (1894–1978), japanischer Bürokrat und Unternehmer
- Uemura, Masahisa (1858–1925), japanischer Geistlicher
- Uemura, Misaki (* 1991), japanischer Fußballspieler
- Uemura, Naomi (* 1941), japanischer Bergsteiger
- Uemura, Shōen (1875–1949), japanische Malerin
- Uemura, Shōkō (1902–2001), japanischer Maler
- Uemura, Shūichi (* 1966), japanischer Fußballspieler
- Uemura, Susumu (* 1964), japanischer Fußballspieler
- Uemura, Takashi (* 1973), japanischer Fußballspieler
- Uemura, Tamaki (1890–1982), japanische christliche Aktivistin
- Uemura, Tomoya (* 2000), japanischer Fußballspieler

### Uen
- Uenaka, Asahi (* 2001), japanischer Fußballspieler
- Ueng Ming-yih (* 1952), taiwanischer Biathlet und Skilangläufer
- Ueno Hikoma (1838–1904), japanischer Fotograf
- Ueno, Akemi, japanische Badmintonspielerin
- Ueno, Emiko (* 1957), japanische Badmintonspielerin
- Ueno, Hideaki (* 1981), japanischer Fußballspieler
- Ueno, Hidesaburō (1871–1925), japanischer Agrarwissenschaftler
- Ueno, Hiroki (* 1986), japanischer Eishockeynationalspieler
- Ueno, Juri (* 1986), japanische Schauspielerin
- Ueno, Ken (* 1970), US-amerikanischer Komponist, Sänger, Improvisationsmusiker, Klangkünstler und Musikpädagoge
- Ueno, Kenji (* 1945), japanischer Mathematiker
- Ueno, Kimiko, japanische Drehbuchautorin
- Ueno, Mami (* 1996), japanische Fußballspielerin
- Ueno, Masae (* 1979), japanische Judoka
- Ueno, Nobuhiro (* 1965), japanischer Fußballspieler
- Ueno, Osamu (* 1983), japanischer Freestyle-Skier
- Ueno, Rie (* 1976), japanische Mittel- und Langstreckenläuferin
- Ueno, Riichi (1848–1919), japanischer Zeitungsverleger
- Ueno, Saki (* 1994), japanische Fußballspielerin
- Ueno, Shingo (* 1973), japanischer Skispringer
- Ueno, Takako, japanischer Jazzmusiker
- Ueno, Yoshie (* 1983), japanische Judoka
- Ueno, Yoshiharu (* 1973), japanischer Fußballspieler
- Ueno, Yūka (* 2001), japanische Florettfechterin
- Ueno, Yukiko (* 1982), japanische Softballspielerin
- Ueno, Yūsaku (* 1973), japanischer Fußballspieler und -trainer
- Uentz, Meinhard (1938–2021), deutscher Fußballspieler
- Uentz, Rüdiger (* 1957), deutscher Fußballspieler

### Uer
- Uera, Ovini (* 1988), nauruischer Judoka
- Uerlings, Herbert (* 1955), deutscher Germanist und Literaturwissenschaftler
- Uerpmann, Hans-Peter (* 1941), deutscher Archäozoologe und Hochschullehrer
- Uerpmann, Herbert (1911–1996), deutscher Landschafts- und Stilllebenmaler
- Uerpmann, Karl (1888–1984), deutscher Verwaltungsjurist und Landrat
- Uerpmann-Wittzack, Robert (* 1966), deutscher Rechtswissenschaftler
- Uertz, Rudolf (* 1947), deutscher Philosoph, Theologe und Politikwissenschaftler

### Ues
- Uesaka, Sumire (* 1991), japanische Synchronsprecherin (Seiyū) und Sängerin
- Uesato, Kazumasa (* 1986), japanischer Fußballspieler
- Uesato, Takumi (* 1990), japanischer Fußballspieler
- Ueshiba, Kisshōmaru (1921–1999), japanischer Aikidō-Meister
- Ueshiba, Moriteru (* 1951), japanischer Aikidō-Lehrer, Enkel von Ueshiba Morihei
- Uesseler, Rolf (1943–2012), deutscher Essayist und Aktivist
- Uesugi, Harunori (1751–1822), japanischer Daimyō
- Uesugi, Kagekatsu (1556–1623), japanischer Daimyō
- Uesugi, Kaito (* 1995), japanischer Tennisspieler
- Uesugi, Kenshin (1530–1578), japanischer KriegsherrUesugi Kenshin (1530–1578)

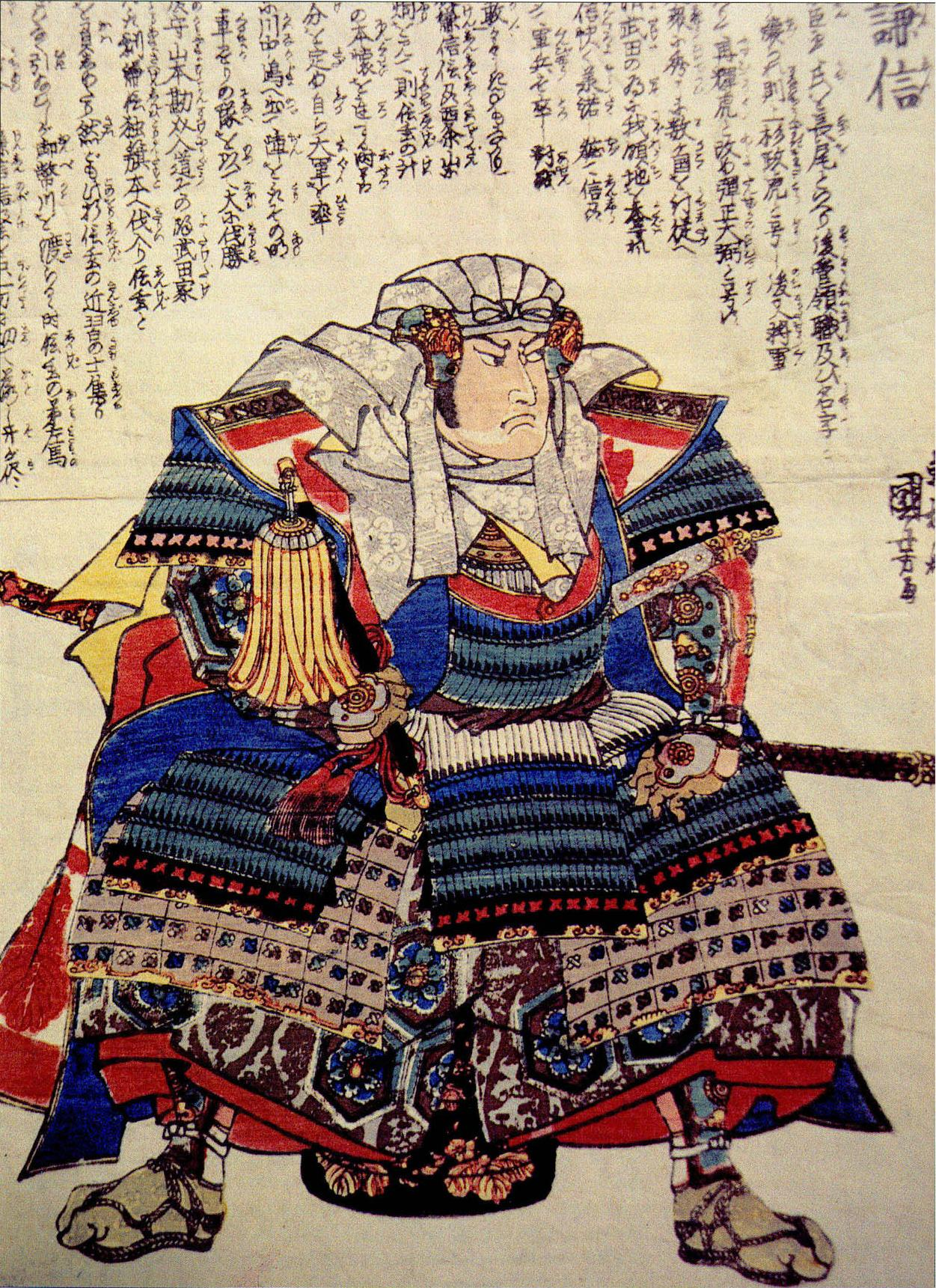
Uesugi Kenshin (1530–1578)

- Uesugi, Norizane († 1466), japanischer Militärführer
- Uesugi, Shinkichi (1878–1929), japanischer Jurist

### Uet
- Uetake, Yōjirō (* 1943), japanischer Ringer
- Uetam, Francesco (1847–1913), spanischer Opernsänger (Bass)
- Ueter, Carl (1900–1985), deutscher Komponist von E-Musik
- Ueto, Aya (* 1985), japanische Musikerin, Model und Schauspielerin
- Uetrecht, Erich (1879–1960), deutscher Archivar
- Uetrecht, Fred Erich (1909–1980), deutscher Filmjournalist
- Uetsuji, Yumi (* 1987), japanische Fußballspielerin
- Uetsuka, Shūhei (1876–1936), japanischer Auswanderer nach Brasilien
- Uetterodt, Adam Adolph von (1664–1730), sächsischer Generalmajor
- Uetterodt, Georg Ludwig von († 1781), sächsischer Generalmajor
- Uetterodt, Hans Andreas von († 1678), deutscher Marschall
- Uettwiller, Ludwig (1886–1949), deutscher, später Schweizer Hoch- und Weitspringer, Diskus, Speer- und Hammerwerfer
- Uetz, Christian (* 1963), Schweizer Lyriker
- Uetz, Peter (* 1965), deutscher Biologe
- Uetzfeld, Heinrich (1906–1941), deutscher Politiker (SPD/SAP) und Widerstandskämpfer

### Uex
- Uexküll Güldenbandt, Margarete von (1873–1970), russische Wissenschaftlerin und Frauenrechtlerin
- Uexküll, Berend von (1762–1827), estländischer Ritterschaftshauptmann und Zivilgouverneur
- Uexküll, Edgar von (1884–1952), deutscher Diplomat und Widerstandskämpfer gegen den Nationalsozialismus
- Uexküll, Gösta von (1909–1993), deutscher Journalist und Schriftsteller
- Uexküll, Jakob Johann von (1864–1944), Biologe und PhilosophJakob Johann von Uexküll (1864–1944)

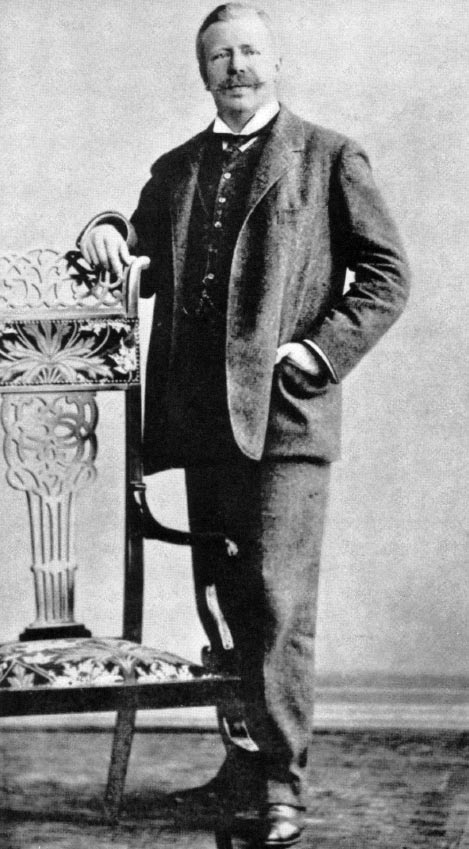
Jakob Johann von Uexküll (1864–1944)

- Uexküll, Jakob von (* 1944), schwedisch-deutscher Philatelist, Philanthrop und Politiker (Grüne), MdEP
- Uexküll, Karl Friedrich Emich von (1755–1832), württembergischer Kunstsammler und Schriftsteller
- Uexküll, Ole von (* 1978), schwedischer Aktivist
- Uexküll, Otto von († 1601), schwedischer Feldmarschall
- Uexküll, Otto von († 1650), estländischer Landrat und Ritterschaftshauptmann
- Uexküll, Thure von (1908–2004), deutscher Mediziner, Mitbegründer der psychosomatischen Medizin
- Uexküll-Güldenband, Alexander von (1840–1912), russischer Staatsmann
- Uexküll-Güldenband, Ferdinand von (1890–1939), deutschbaltischer Journalist
- Uexküll-Güldenband, Julius von (1852–1918), russischer Verwaltungsjurist und Politiker
- Uexküll-Gyllenband, Friedrich Emich Johann von (1724–1810), württembergischer Staatsminister

### Uey
- Ueyama, Koki (* 1999), japanischer Sprinter